# 屏边藤三七雪胆
屏边藤三七雪胆（学名：Hemsleya panacis-scandens var. pingbianensis）为葫芦科雪胆属下的一个变种。

## 扩展阅读
- 維基物種上的相關：屏边藤三七雪胆